# Mest
Mest es una banda de pop punk de Estados Unidos, formada en el verano de 1995 por los hermanos Tony (guitarra y voz) y Steve (guitarra) Lovato, y el primo de estos, Matt Lovato (bajo), quienes se unieron al baterista Nick Giggler.

## Historia

### 1995-1997:Comienzos de la banda
Comenzaron haciendo pequeños conciertos con los amigos pero con el tiempo la banda logró una gran base de seguidores. Así pasaron dos años hasta que a fines de 1997 Steve abandona la banda por diferencias musicales, siendo reemplazado por Jeremiah Rangel, quien no era un muy buen guitarrista, pero que se llevaba muy bien con los integrantes y tenía una gran afinidad en el tema musical.
Aquel mismo año, conocieron a John Feldman, integrante de Goldfinger, el cual pasaría a ser un personaje muy importante para la banda en el futuro. La banda comenzó la grabación de su primer álbum titulado Mo money, Mo 40's, en marzo de 1998. Luego de terminado éste, el cuarteto es invitado por Feldman para que actuarán de teloneros de Goldfinger en el "House of Blues". A partir de este hecho la relación entre ellos se volvió más estrecha.

### 1998-2003:Éxito y popularidad
Luego, grácias a Feldman, Mest firma un contrato con el sello de Madonna, Maverick, con el cual comenzaría la producción de su segundo álbum titulado "Wasting Time", que vería la luz en verano de 2000 (curiosamente, el día en que Tony cumplía 20 años). En ese disco aparece el sencillo "What's The Dillio?" con el cual la banda ganó popularidad, siendo tocado en varias radios y mostrado en varios programas de televisión. Luego vendrían la popularidad y las giras y solo tres año después de publicado "wasting time", Mest lanza, el 13 de noviembre del 2001, su tercera placa titulada "Destination Unknown", la cual tenía el éxitazo "Cadillac". Él single rotó mucho tiempo en MTV y en diversas radios norteamericanas

### 2003-2008:El presente de la banda
Mest es asociado al género punk rock de tipo melódico. Ha hecho giras y ha participado a diversos festivales, como el Warped Tour en varias ocasiones. A los mest también se le reconoce una estrecha relación con los gemelos Madden de la banda Good charlotte ( Tony Lovato aparece en el videoclip "The anthem" de Good Charlotte, y Benji, de los Charlottes aparece en el clip "Jaded" de Mest)
Tras cosechar bastante éxito entre el público adolescente en el año 2005, tras la publicación del que seria el último ablbum de Mest "Photographs", Tony Lovato entra en prisión, consiguiendo posteriormente la libertad condicional tras pagar 1millon de dólares de fianza acusado del asesinato de un hombre, novio de su ex. Se lo cargo de una puñalada en el pecho , este afirma que fue por defensa propia. A día de hoy Lovato toca en la banda de punk-pop "A permanent holidays" que posteriormente le cambiaron al nombre de "Kisses for Kings", por su parte, Mest continua haciendo giras por todo Estados Unidos

## Miembros
- Tony Lovato - voz, guitarra rítmica
- Mike Longworth - guitarra principal
- Steve Lovato - bajo
- Lil Richie Gonzales - batería

## Discografía
LP
- Mo' Money, Mo' 40z (1998)
- Wasting Time (2000)
- Destination Unknown (2001)
- Mest (2003)
- Photographs (2005)
- Not What You Expected (2013)
- Masquerade (2020)

DVD
- The Show Must Go Off! (2003)

Singles
- What's the Dillio?
- Drawing Board
- Cadillac
- Jaded (These Years)
- Take Me Away (Cried Out to Heaven)
- Kiss Me, Kill Me
- Almost

- Datos: Q1881393
- Multimedia: Mest / Q1881393